# 無賃入場者のパラドックス
無賃入場者のパラドックス（むちんにゅうじょうしゃのパラドックス、英：Paradox of the Gatecrasher）とは、イギリスの哲学者コーエンが考え出した思考実験である。裁判において、客観的なはずの確率的証明を用いることが直観的に奇妙な結論をもたらしうるということを暗示している。

## モデル

### 事案
あるコンサートに1000人の観客Y1、…、Y1000が来場した。このうち200人は1枚1000円のチケットを購入して入場したが、残りの800人は主催者の許可を取らずに裏口から無賃で入場した。後日、主催者Aは、1000人の観客全員を相手取って入場料支払を求める訴訟を起こした。そこで、以下のような判決が下された。
- 前提1：被告Y1、…、Y1000が当日コンサートに参加していたことは証明済みである。
- 前提2：Y1、…、Y1000のうち、800人が無賃入場者だったことは証明済みである。
- 前提3：Y1、…、Y1000のうち、誰が正規入場者で誰が無賃入場者かは不明である。
- 前提4：この国の法律によれば、有料のコンサートに無賃入場した者は後から入場料を払わなければならない。
- 前提5：この国の法実務によれば、裁判官は、被告が80%以上の証明度で疑わしい（この場合は、被告が無賃入場者であること）と判断する場合には、有責判決を下さねばならない。
- 前提6：これ以外の証拠は原告Aから全く提出されていない。
- 判決：被告Y1、…、Y1000はそれぞれ80%の確率で疑わしい。よって原告Aに入場料を支払うものとする。

### 予備知識
このパラドックスを理解するためには、いくつかの法的な予備知識が必要である。日本の民事訴訟法は自由心証主義を採用しており（民訴247条）、裁判官は、事実認定に関する心証（単純に言えば印象）を、審理に現れた全ての資料および状況にもとづいて自由に形成することができる。これに対して、一定の事実がある場合（例えば3人以上の証言が一致する場合）に一定の心証形成を強制するという規律の仕方は、法定証拠主義と呼ばれる。心証形成にあたって裁判官は、当事者の主張が事実かもしれないという程度の憶測ではなく、社会通念上高度の蓋然性があるという確信に従わなければならない。このような心証形成のための最下限の程度は、証明度と呼ばれ、通常、8割がた確かであることと言われる。
もっとも、裁判官が完全に主観的に心証形成を行えるわけではなく、論理法則や経験則を無視することは許されない。このため、民事訴訟における実体的な真実の発見と言う観点から見ても、事実認定の客観化・合理化が要求される。そして、このような客観化・合理化のひとつの手段として考えられるのが、確率的証明であり、アメリカでは「ハウランド夫人の遺言事件」以来、重要な役割を果たしている。このような確率的証明の典型例は、血液型鑑定やDNA鑑定である。
では、事実認定の客観化・合理化のために、従来の主観的な80%の証明度を客観的な80%の確率と置き換えることができるであろうか。これが、このパラドックスにおける主要な論点である。言い換えれば、事実の確率と心証の確率とをどの程度まで同一視してよいのかという問題である。

### 論点の整理
このパラドックスにおいて直観的に最も奇妙だと思われる点のひとつは、この判決によれば主催者は参加者1000人に対して全面勝訴であり、誤審を受けた人が客観的に200人いるということである。また、これに付随して、主催者と参加者の損得も問題になる。主催者は全面勝訴であり、200人が誤審を受けているのであるから、200人が2度払いを強制されていることは確実である。すなわち、主催者は、全員が誠実に入場料を支払った場合よりも20万円分得しており、他方で正規入場者はそれぞれ1000円ずつ損している。しかし、だからといって反対に主催者を全面敗訴にすると、今度は主催者が80万円を損して、無賃入場者がそれぞれ1000円ずつ得することになる。

## 様々な見解

### パラドックス否定説
当該判決を支持する考え方は、この問題がパラドックスであることを否定する。すなわち、たとえ直観的にはこの判決が不当であり破棄されるべきだと感じられるとしても、それは直観が誤っているのであり、裁判官は、被告が全員80%の確率で怪しいという確率計算に従わなければならないとする。つまり、このような見解によれば、裁判官は事実認定にあたって、客観的な証明度(すなわちここでは確率)を尊重すべきだということになる。

### 弁論の全趣旨説
当該判決を支持しない考え方は、主に2つある。ひとつは、単なる確率計算によって勝訴しようとする原告の怠慢な態度が、裁判官の心証形成にあたって不利に働くという考え方である。この見解は、論争の初期にしばしば唱えられていたが、現在では否定的な評価を受けている。それは、第一に、証拠集めが非常に困難であるか不可能である場合には、原告に非難可能性がないからであり、第二に、このような考えは次のような逆パラドックスの問題を解決することができないからである。

#### 無賃入場者の逆パラドックス
あるコンサートに1000人の観客Y1、…、Y1000が来場した。このうち、800人は1人1000円の入場料を支払ったのだが、主催者は彼らにチケットを発行しなかった。残りの200人は無賃入場者である。ところが、このコンサートは当日中止になってしまった。主催者Bは観客に、入場料の返還を行っていない。そこで、以下のような判決が下された。
- 前提1：Y1、…、Y1000までの原告が当日コンサートに参加していたことは証明済みである。
- 前提2：Y1、…、Y1000のうち、800人が入場料を支払ったことは証明済みである。
- 前提3：Y1、…、Y1000のうち、誰が正規入場者で誰が無賃入場者かは不明である。
- 前提4：この国の法律によれば、中止されたコンサートの入場料は返還されなければならない。
- 前提5：この国の法実務によれば、裁判官は、被告が80%以上の証明度で被告が疑わしい（この場合は、原告が入場料を支払ったこと）と判断する場合には、有責判決を下さねばならない。
- 前提6：これ以外の証拠は原告Y1、…、Y1000から全く提出されていない。
- 判決：単に80%の確率で自分は入場料を支払ったという原告の証明は不十分であるから、被告BはY1、…、Y1000に入場料を返還する必要はない。

すなわち、弁論の全趣旨説によれば、逆パラドックスの場合にも原告を敗訴させねばならないのだが、これはパラドックスの事案とは逆の意味で不当である。

### 政策説
もうひとつの考え方は、事実認定が政策的判断に服するというものである。ここで政策的判断とは、原告にできる限りの証拠収集のインセンティブを与えるために、すなわち、原告が証拠集めをさぼらないようにするために、このような単純な確率計算にもとづく主張を認めてはならないという方針である。このような見解は、事実の確率と心証の確率とを区別し、事実認定における証明度を後者に求める。また、政策説は、証拠集めが非常に困難であるか不可能な場合には少ない証拠でよいという方針を定めるので、逆パラドックスの場合にも妥当な結論を出すことができる。これが、弁論の全趣旨説と異なる点である。